# Cypripedium elegans
Cypripedium elegans é uma espécie de orquídea terrestre, família Orchidaceae, que habita do leste do Nepal ao noroeste do Yunnan, na China.